# Thằn lằn cổ xanh
Algyroides nigropunctatus là một loài thằn lằn trong họ Lacertidae. Loài này được Duméril & Bibron mô tả khoa học đầu tiên năm 1839.

## Hình ảnh

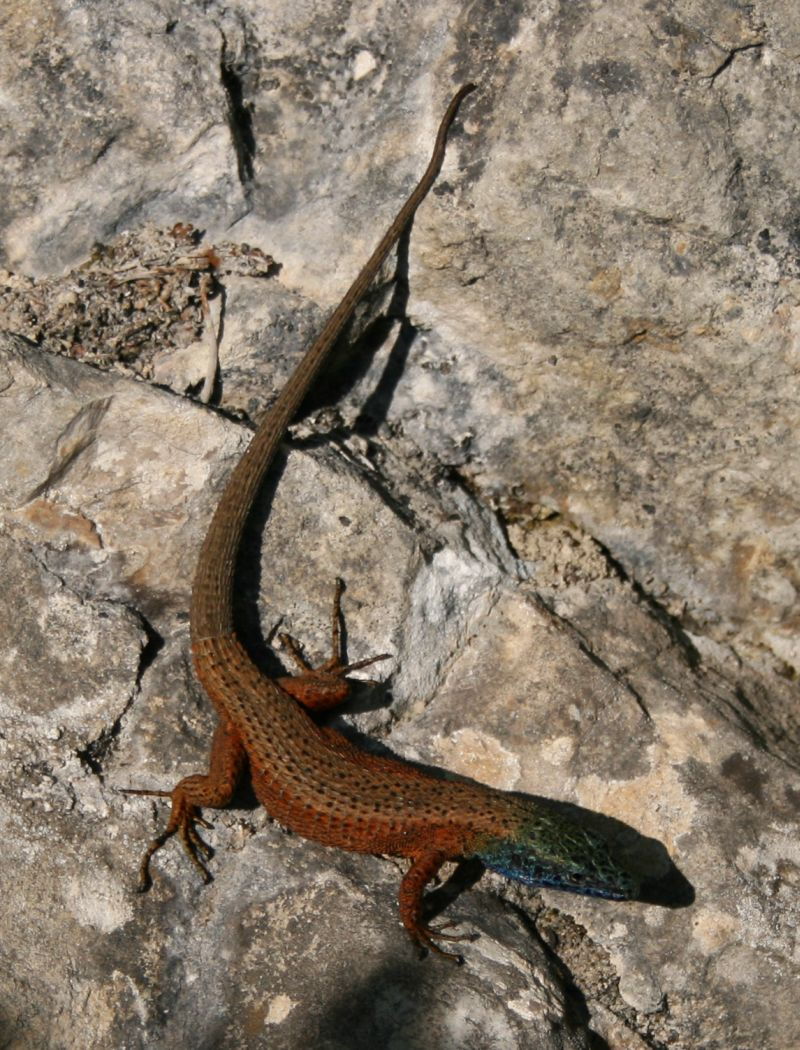
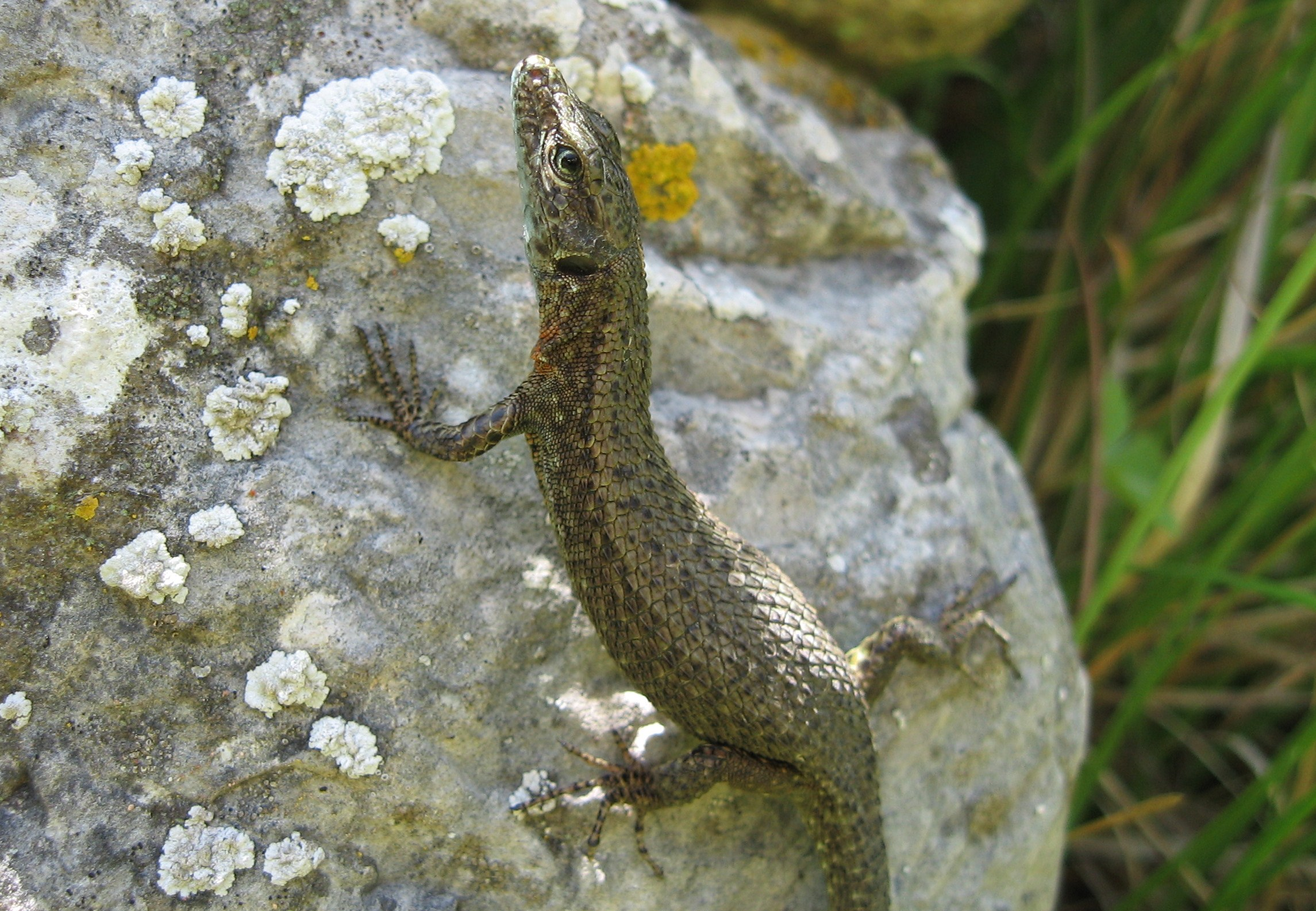
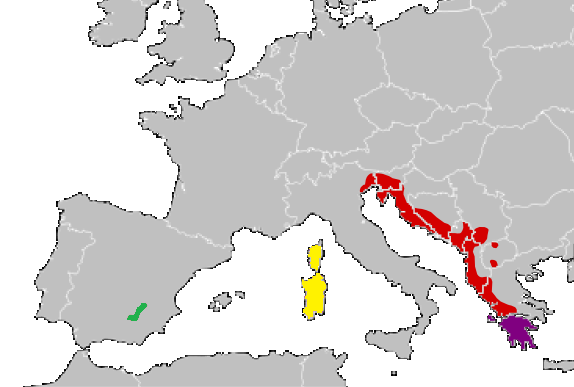